# Cardiff (Alabama)
Pour les articles homonymes, voir Cardiff (homonymie).
Cardiff est une municipalité américaine située dans le comté de Jefferson en Alabama.
Selon le recensement de 2010, sa population est de 0,25 habitants. La municipalité s'étend sur 0,25 milles carrés (0,65 km2).

## Démographie
| 1890 | 1900 | 1910 | 1920 | 1930 | 1940 | 1950 | 1960 |
| ---- | ---- | ---- | ---- | ---- | ---- | ---- | ---- |
| 203  | 562  | 426  | 463  | 146  | 246  | 204  | 202  |

| 1970 | 1980 | 1990 | 2000 | 2010 | - | - | - |
| ---- | ---- | ---- | ---- | ---- | - | - | - |
| 127  | 140  | 72   | 82   | 55   | - | - | - |